# Złota Malina dla najgorszego aktora drugoplanowego
Złota Malina dla najgorszego aktora drugoplanowego – filmowa antynagroda przyznawana corocznie za najgorsze drugoplanowe męskie kreacje aktorskie w roku poprzedzającym jej przyznanie. Poniższa lista zawiera nazwiska nagrodzonych, nominowanych oraz filmów i ról, za jakie otrzymali nominacje.
W kategorii tej nominowane i nagradzane są także osoby będące bohaterami filmów dokumentalnych, otrzymujące wyróżnienia za wykorzystanie materiałów archiwalnych z ich udziałem, za co krytykowano Golden Raspberry Award Foundation. Osoby grające same siebie w fabułach wymieniono na liście jako „on sam”, a te, które nie były świadome udziału w filmie, jako „we własnej osobie”. Analogicznie jak w przypadku innych kategorii aktorskich, nominację do najgorszej roli męskiej mogły otrzymać także kobiety przebrane za mężczyzn.
Pierwszym i do 2025 roku jedynym aktorem, który przyjął Złotą Malinę za najgorszą rolę drugoplanową, był Tom Selleck „nagrodzony” za Kolumba odkrywcę. Aktor nie stawił się jednak na ceremonii osobiście, a statuetkę odebrał goszcząc w talk-show The Chevy Chase Show. Rekordzistami pod względem liczby zdobytych statuetek (po dwie) są Dan Aykroyd, Hayden Christensen i Sylvester Stallone, a największą liczbę nominacji (pięć) otrzymał Arnold Schwarzenegger, którego nigdy nie „nagrodzono” jednak Złotą Maliną ani za rolę drugoplanową, ani pierwszoplanową (w której to kategorii otrzymał cztery nominacje).

## Wyróżnieni w poszczególnych latach

### 1980–1989
| Za rok                  | Aktor                                                       | Film                        | Rola |
| ----------------------- | ----------------------------------------------------------- | --------------------------- | ---- |
| 1980 (1.)               |                                                             |                             |      |
| John Adames             | Godziny                                                     | Phil Dawn                   |      |
| Laurence Olivier        | The Jazz Singer                                             | Cantor Rabinovitch          |      |
| Marlon Brando           | Wzór                                                        | Adam Steiffel               |      |
| Charles Grodin          | Jak za dawnych, dobrych czasów                              | Ira J. Parks                |      |
| David Selby             | Podnieść Titanica                                           | Gene Seagram                |      |
| 1981 (2.)               |                                                             |                             |      |
| Steven Forrest          | Najdroższa mamusia                                          | Greg Savitt                 |      |
| Billy Barty             | Hotel „Tęcza”                                               | Otto Kriegling              |      |
| Ernest Borgnine         | Śmiertelne błogosławieństwo                                 | Isaiah Schmidt              |      |
| James Coco              | Tylko gdy się śmieję (za tę samą rolę nominowany do Oscara) | Jimmy Perrino               |      |
| Danny DeVito            | Going Ape!                                                  | Lazlo                       |      |
| 1982 (3.)               |                                                             |                             |      |
| Ed McMahon              | Motylek                                                     | pan Gillespie               |      |
| Orson Welles            | Motylek                                                     | sędzia Rauch                |      |
| Michael Beck            | Megaforce                                                   | Dallas                      |      |
| Ben Gazzara             | Inchon                                                      | major Frank Hallsworth      |      |
| Ted Hamilton            | Film o piratach                                             | król piratów                |      |
| 1983 (4.)               |                                                             |                             |      |
| Jim Nabors              | Stroker Ace                                                 | Lugs Harvey                 |      |
| Joseph Cali             | Samotna kobieta                                             | Vincent Dacosta             |      |
| Anthony Holland         | Samotna kobieta                                             | Guy Jackson                 |      |
| Louis Gossett Jr.       | Szczęki 3D                                                  | Calvin Bouchard             |      |
| Richard Pryor           | Superman III                                                | Gus Gorman                  |      |
| 1984 (5.)               |                                                             |                             |      |
| Brooke Shields (wąsata) | Sahara                                                      | Dale                        |      |
| Robby Benson            | Harry i syn                                                 | Howard Keach                |      |
| Sammy Davis Jr.         | Wyścig armatniej kuli II                                    | Morris Fenderbaum           |      |
| George Kennedy          | Bolero                                                      | Cotton                      |      |
| Ron Leibman             | Kryształ górski                                             | Freddie Ugo                 |      |
| 1985 (6.)               |                                                             |                             |      |
| Rob Lowe                | Ognie św. Elma                                              | Billy Hicks                 |      |
| Raymond Burr            | Powrót Godzilli                                             | Steve Martin                |      |
| Herbert Lom             | Kopalnie króla Salomona                                     | Bockner                     |      |
| Robert Urich            | Zuch 182                                                    | Terry Lynch                 |      |
| Burt Young              | Rocky IV                                                    | Paulie Pennino              |      |
| 1986 (7.)               |                                                             |                             |      |
| Jerome Benton           | Zakazana miłość                                             | Tricky                      |      |
| Peter O’Toole           | Klub „Raj”                                                  | gubernator Anthony C. Hayes |      |
| Tim Robbins             | Kaczor Howard                                               | Phil Blumburtt              |      |
| Brian Thompson          | Cobra                                                       | Nocny Rzeźnik               |      |
| Scott Wilson            | Smutne miasto                                               | Perry Kerch                 |      |
| 1987 (8.)               |                                                             |                             |      |
| David Mendenhall        | Więcej niż wszystko                                         | Michael Hawk                |      |
| Billy Barty             | Władcy wszechświata                                         | Gwildor                     |      |
| Michael Caine           | Szczęki 4: Zemsta                                           | Hoagie Newcombe             |      |
| Tom Bosley              | Mania pieniędzy                                             | Sidney Preston              |      |
| Mack Dryden             | Mania pieniędzy                                             | Fred                        |      |
| Jamie Alcroft           | Mania pieniędzy                                             | Bob                         |      |
| 1988 (9.)               |                                                             |                             |      |
| Dan Aykroyd             | Golfiarze II                                                | kapitan Tom Everett         |      |
| Billy Barty             | Willow                                                      | najwyższy aldwin            |      |
| Richard Crenna          | Rambo III                                                   | pułkownik Sam Trautman      |      |
| Harvey Keitel           | Ostatnie kuszenie Chrystusa                                 | Judasz Iskariota            |      |
| Christopher Reeve       | Za kamerą                                                   | Blaine Bingham              |      |
| 1989 (10.)              |                                                             |                             |      |
| Christopher Atkins      | Wysłuchaj mnie                                              | Bruce Arlington             |      |
| Ben Gazzara             | Wykidajło                                                   | Brad Wesley                 |      |
| DeForest Kelley         | Star Trek V: Ostateczna granica                             | Leonard McCoy               |      |
| Pat Morita              | Karate Kid III                                              | Nariyoshi Miyagi            |      |
| Donald Sutherland       | Osadzony                                                    | naczelnik Drumgoole         |      |

### 1990–1999
| Za rok                | Aktor                                   | Film                             | Rola |
| --------------------- | --------------------------------------- | -------------------------------- | ---- |
| 1990 (11.)            |                                         |                                  |      |
| Donald Trump          | Duchy tego nie robią                    | on sam                           |      |
| Leo Damian            | Duchy tego nie robią                    | Fausto                           |      |
| Gilbert Gottfried     | I kto to mówi 2                         | Joey                             |      |
| Gilbert Gottfried     | Kochany urwis                           | Igor Peabody                     |      |
| Gilbert Gottfried     | Przygody Forda Fairlane’a               | Johnny Crunch                    |      |
| Wayne Newton          | Przygody Forda Fairlane’a               | Julian Grendel                   |      |
| Burt Young            | Rocky V                                 | Paulie Pennino                   |      |
| 1991 (12.)            |                                         |                                  |      |
| Dan Aykroyd           | Same kłopoty                            | sędzia Alvin Valkenheiser i Bobo |      |
| Richard E. Grant      | Hudson Hawk                             | Darwin Mayflower                 |      |
| Anthony Quinn         | Gangsterzy                              | Joe Massiera                     |      |
| Christian Slater      | Gangsterzy                              | Lucky Luciano                    |      |
| Christian Slater      | Robin Hood: Książę złodziei             | Will Szkarłatny                  |      |
| John Travolta         | Magia muzyki                            | Jack Cabe                        |      |
| 1992 (13.)            |                                         |                                  |      |
| Tom Selleck           | Kolumb odkrywca                         | król Ferdynand II Aragoński      |      |
| Marlon Brando         | Kolumb odkrywca                         | Tomás de Torquemada              |      |
| Alan Alda             | Szepty w mroku                          | Leo Green                        |      |
| Danny DeVito          | Powrót Batmana                          | Oswald „Pingwin” Cobblepot       |      |
| Robert Duvall         | Gazeciarze                              | Joseph Pulitzer                  |      |
| 1993 (14.)            |                                         |                                  |      |
| Woody Harrelson       | Niemoralna propozycja                   | David Murphy                     |      |
| Tom Berenger          | Sliver                                  | Jack Landsford                   |      |
| John Lithgow          | Na krawędzi                             | Eric Qualen                      |      |
| Chris O’Donnell       | Trzej muszkieterowie                    | D’Artagnan                       |      |
| Keanu Reeves          | Wiele hałasu o nic                      | Don John                         |      |
| 1994 (15.)            |                                         |                                  |      |
| O.J. Simpson          | Naga broń 33⅓: Ostateczna zniewaga      | Nordberg                         |      |
| Dan Aykroyd           | Ucieczka do Edenu                       | Fred Lavery                      |      |
| Dan Aykroyd           | Małolat                                 | Pa Tex                           |      |
| Jane March            | Barwy nocy                              | Rose/Richie Dexter               |      |
| William Shatner       | Star Trek: Pokolenia                    | James T. Kirk                    |      |
| Rod Steiger           | Specjalista                             | Joe Leon                         |      |
| 1995 (16.)            |                                         |                                  |      |
| Dennis Hopper         | Wodny świat                             | Diakon                           |      |
| Tim Curry             | Kongo                                   | Herkermer Homolka                |      |
| Robert Davi           | Showgirls                               | Al Torres                        |      |
| Alan Rachins          | Showgirls                               | Tony Moss                        |      |
| Robert Duvall         | Szkarłatna litera                       | Roger Chillingworth              |      |
| 1996 (17.)            |                                         |                                  |      |
| Marlon Brando         | Wyspa doktora Moreau                    | doktor Moreau                    |      |
| Val Kilmer            | Wyspa doktora Moreau                    | doktor Montgomery                |      |
| Val Kilmer            | Duch i Mrok                             | porucznik John Henry Patterson   |      |
| Burt Reynolds         | Striptiz                                | kongresmen David Dilbeck         |      |
| Steven Seagal         | Krytyczna decyzja                       | podpułkownik Austin Travis       |      |
| Quentin Tarantino     | Od zmierzchu do świtu                   | Richie Gecko                     |      |
| 1997 (18.)            |                                         |                                  |      |
| Dennis Rodman         | Ryzykanci                               | Yaz                              |      |
| Willem Dafoe          | Speed 2: Wyścig z czasem                | John Geiger                      |      |
| Chris O’Donnell       | Batman i Robin                          | Dick „Robin” Grayson             |      |
| Arnold Schwarzenegger | Batman i Robin                          | doktor Victor „Pan Freeze” Fries |      |
| Jon Voight            | Poszukiwany                             | podpułkownik Grant Casey         |      |
| Jon Voight            | Droga przez piekło                      | ślepy Indianin                   |      |
| 1998 (19.)            |                                         |                                  |      |
| Joe Eszterhas         | Spalić Hollywood                        | on sam                           |      |
| Sean Connery          | Rewolwer i melonik                      | sir August de Wynter             |      |
| Roger Moore           | Spice World                             | Szef                             |      |
| Joe Pesci             | Zabójcza broń 4                         | Leo Getz                         |      |
| Sylvester Stallone    | Spalić Hollywood                        | on sam                           |      |
| 1999 (20.)            |                                         |                                  |      |
| Ahmed Best            | Gwiezdne wojny: część I – Mroczne widmo | Jar Jar Binks                    |      |
| Kenneth Branagh       | Bardzo dziki zachód                     | doktor Arliss Loveless           |      |
| Gabriel Byrne         | I stanie się koniec                     | Szatan                           |      |
| Gabriel Byrne         | Stygmaty                                | ksiądz Andrew Kiernan            |      |
| Jake Lloyd            | Gwiezdne wojny: część I – Mroczne widmo | Anakin Skywalker                 |      |
| Rob Schneider         | Supertata                               | Nazo                             |      |

### 2000–2009
| Za rok                | Aktor                                     | Film                         | Rola |
| --------------------- | ----------------------------------------- | ---------------------------- | ---- |
| 2000 (21.)            |                                           |                              |      |
| Barry Pepper          | Bitwa o Ziemię                            | Jonnie Goodboy Tyler         |      |
| Forest Whitaker       | Bitwa o Ziemię                            | Ker                          |      |
| Stephen Baldwin       | Flintstonowie: Niech żyje Rock Vegas!     | Barney Rubble                |      |
| Keanu Reeves          | Obserwator                                | David Allen Griffin          |      |
| Arnold Schwarzenegger | 6-ty dzień                                | klon Adama Gibsona           |      |
| 2001 (22.)            |                                           |                              |      |
| Charlton Heston       | Psy i koty                                | Mastiff                      |      |
| Charlton Heston       | Planeta małp                              | Zaius                        |      |
| Charlton Heston       | Romanssidło                               | pan Claiborne                |      |
| Max Beesley           | Glitter                                   | Julian „Dice” Black          |      |
| Burt Reynolds         | Wyścig                                    | Carl Henry                   |      |
| Sylvester Stallone    | Wyścig                                    | Joe Tanto                    |      |
| Rip Torn              | Luźny gość                                | Jim Brody                    |      |
| 2002 (23.)            |                                           |                              |      |
| Hayden Christensen    | Gwiezdne wojny: część II – Atak klonów    | Anakin Skywalker             |      |
| Tom Green             | Kasa albo życie                           | Walter P. „Duff” Duffy       |      |
| Freddie Prinze Jr.    | Scooby-Doo                                | Fred Jones                   |      |
| Christopher Walken    | Country miśki                             | Reed Thimple                 |      |
| Robin Williams        | Smoochy                                   | „Rainbow Randolph” Smiley    |      |
| 2003 (24.)            |                                           |                              |      |
| Sylvester Stallone    | Mali agenci 3D: Trójwymiarowy odjazd      | Zabawkarz                    |      |
| Anthony Anderson      | Kangur Jack                               | Louis Booker                 |      |
| Christopher Walken    | Kangur Jack                               | detektyw Stanley Jacobellis  |      |
| Christopher Walken    | Gigli                                     | Salvatore Maggio             |      |
| Al Pacino             | Gigli                                     | Starkman                     |      |
| Alec Baldwin          | Kot                                       | Larry Quinn                  |      |
| 2004 (25.)            |                                           |                              |      |
| Donald Rumsfeld       | Fahrenheit 9.11                           | we własnej osobie            |      |
| Val Kilmer            | Aleksander                                | król Filip II                |      |
| Arnold Schwarzenegger | W 80 dni dookoła świata                   | książę Hapi                  |      |
| Jon Voight            | Superdzieciaki. Geniusze w pieluchach II  | Bill Biscane                 |      |
| Lambert Wilson        | Kobieta-Kot                               | George Hedare                |      |
| 2005 (26.)            |                                           |                              |      |
| Hayden Christensen    | Gwiezdne wojny: część III – Zemsta Sithów | Anakin Skywalker/Darth Vader |      |
| Alan Cumming          | Dziedzic maski                            | Loki                         |      |
| Bob Hoskins           | Dziedzic maski                            | Odyn                         |      |
| Eugene Levy           | Fałszywa dwunastka II                     | Jimmy Murtaugh               |      |
| Eugene Levy           | Ja, twardziel                             | Andy Fidler                  |      |
| Burt Reynolds         | Diukowie Hazzardu                         | Jefferson Davis „J.D.” Hogg  |      |
| Burt Reynolds         | Wykiwać klawisza                          | trener Nate Scarborough      |      |
| 2006 (27.)            |                                           |                              |      |
| M. Night Shyamalan    | Kobieta w błękitnej wodzie                | Vick Ran                     |      |
| Danny DeVito          | Wesołych świąt                            | Buddy Hall                   |      |
| Ben Kingsley          | BloodRayne                                | król wampirów Kagan          |      |
| Martin Short          | Śnięty Mikołaj 3: Uciekający Mikołaj      | Jack Frost                   |      |
| David Thewlis         | Nagi instynkt 2                           | Roy Washburn                 |      |
| David Thewlis         | Omen                                      | Keith Jennings               |      |
| 2007 (28.)            |                                           |                              |      |
| Eddie Murphy          | Norbit                                    | pan Wong                     |      |
| Orlando Bloom         | Piraci z Karaibów: Na krańcu świata       | Will Turner                  |      |
| Kevin James           | Państwo młodzi, Chuck i Larry             | Larry Valentine              |      |
| Rob Schneider         | Państwo młodzi, Chuck i Larry             | pastor Morris Takechi        |      |
| Jon Voight            | Bratz                                     | dyrektor Dimly               |      |
| Jon Voight            | Skarb narodów: Księga tajemnic            | Patrick Henry Gates          |      |
| Jon Voight            | Wrześniowy świt                           | Jacob Samuelson              |      |
| Jon Voight            | Transformers                              | John Keller                  |      |
| 2008 (29.)            |                                           |                              |      |
| Pierce Brosnan        | Mamma Mia!                                | Sam Carmichael               |      |
| Uwe Boll              | Postal                                    | on sam                       |      |
| Verne Troyer          | Postal                                    | on sam                       |      |
| Verne Troyer          | Guru miłości                              | trener Punch Cherkhov        |      |
| Ben Kingsley          | Guru miłości                              | guru Tugginmypudha           |      |
| Ben Kingsley          | The Wackness                              | Jeffrey Squires              |      |
| Ben Kingsley          | Wojenny biznes                            | Walken                       |      |
| Burt Reynolds         | Rozdanie                                  | Tommy Vinson                 |      |
| Burt Reynolds         | Dungeon Siege: W imię króla               | król Konreid                 |      |
| 2009 (30.)            |                                           |                              |      |
| Billy Ray Cyrus       | Hannah Montana: Film                      | Robby Ray Stewart            |      |
| Hugh Hefner           | Miss marca                                | on sam                       |      |
| Robert Pattinson      | Saga „Zmierzch”: Księżyc w nowiu          | Edward Cullen                |      |
| Jorma Taccone         | Zaginiony ląd                             | Cha-Ka                       |      |
| Marlon Wayans         | G.I. Joe: Czas Kobry                      | Rip Cord                     |      |

### 2010–2019
| Za rok                   | Aktor                                         | Film                                   | Rola |
| ------------------------ | --------------------------------------------- | -------------------------------------- | ---- |
| 2010 (31.)               |                                               |                                        |      |
| Jackson Rathbone         | Ostatni władca wiatru                         | Sokka                                  |      |
| Jackson Rathbone         | Saga „Zmierzch”: Zaćmienie                    | Jasper Cullen                          |      |
| Billy Ray Cyrus          | Nasza niania jest agentem                     | Colton James                           |      |
| George Lopez             | Nasza niania jest agentem                     | Glaze                                  |      |
| George Lopez             | Marmaduke, pies na fali                       | Carlos                                 |      |
| George Lopez             | Walentynki                                    | Alfonso Rodriguez                      |      |
| Dev Patel                | Ostatni władca wiatru                         | książę Zuko                            |      |
| Rob Schneider            | Duże dzieci                                   | Rob Hilliard                           |      |
| 2011 (32.)               |                                               |                                        |      |
| Al Pacino                | Jack i Jill                                   | on sam                                 |      |
| Patrick Dempsey          | Transformers 3                                | Dylan Gould                            |      |
|                          | Transformers 3                                | Jerry „Deep” Wang                      |      |
| Ken Jeong                | Agent XXL: Rodzinny interes                   | listonosz                              |      |
| Ken Jeong                | Kac Vegas w Bangkoku                          | Leslie Chow                            |      |
| Ken Jeong                | Heca w zoo                                    | Venom                                  |      |
| James Franco             | Wasza wysokość                                | książę Fabeusz                         |      |
| Nick Swardson            | Jack i Jill                                   | Todd                                   |      |
| Nick Swardson            | Żona na niby                                  | Eddie Simms                            |      |
| 2012 (33.)               |                                               |                                        |      |
| Taylor Lautner           | Saga „Zmierzch”: Przed świtem – część 2       | Jacob Black                            |      |
| David Hasselhoff         | Pirania 3DD                                   | on sam                                 |      |
| Liam Neeson              | Battleship: Bitwa o Ziemię                    | admirał Shane                          |      |
| Liam Neeson              | Gniew tytanów                                 | Zeus                                   |      |
| Nick Swardson            | Spadaj, tato                                  | Kenny                                  |      |
| Vanilla Ice              | Spadaj, tato                                  | on sam                                 |      |
| 2013 (34.)               |                                               |                                        |      |
| Will Smith               | 1000 lat po Ziemi                             | Cypher Raige                           |      |
| Chris Brown              | Bitwa roku                                    | Rooster                                |      |
| Larry the Cable Guy      | A Madea Christmas                             | Buddy                                  |      |
| Taylor Lautner           | Jeszcze większe dzieci                        | członek bractwa studenckiego Andy      |      |
| Nick Swardson            | Jeszcze większe dzieci                        | Nick Hilliard                          |      |
| Nick Swardson            | Dom bardzo nawiedzony                         | medium Chip                            |      |
| 2014 (35.)               |                                               |                                        |      |
| Kelsey Grammer           | Niezniszczalni 3                              | Bonaparte                              |      |
| Kelsey Grammer           | Czarnoksiężnik z Oz: Powrót Dorotki (dubbing) | Blaszany Drwal                         |      |
| Kelsey Grammer           | Myśl jak facet                                | Lee Fox                                |      |
| Kelsey Grammer           | Transformers: Wiek zagłady                    | Harold Attinger                        |      |
| Mel Gibson               | Niezniszczalni 3                              | Conrad Stonebanks / Victor Menz        |      |
| Arnold Schwarzenegger    | Niezniszczalni 3                              | Trench Mauser                          |      |
| Shaquille O’Neal         | Rodzinne rewolucje                            | Doug                                   |      |
| Kiefer Sutherland        | Pompeje                                       | senator Kwintus Attiusz Korwus         |      |
| 2015 (36.)               |                                               |                                        |      |
| Eddie Redmayne           | Jupiter: Intronizacja                         | Balem Abrasax                          |      |
| Chevy Chase              | Jutro będzie futro 2                          | serwisant jaccuzi                      |      |
| Chevy Chase              | W nowym zwierciadle: Wakacje                  | Clark Griswold                         |      |
| Josh Gad                 | Polowanie na drużbów                          | Doug Harris                            |      |
|                          | Piksele                                       | Ludlow Lamonsoff                       |      |
| Kevin James              | Piksele                                       | prezydent William Cooper               |      |
| Jason Lee                | Alvin i wiewiórki: Wielka wyprawa             | Dave Seville                           |      |
| 2016 (37.)               |                                               |                                        |      |
| Jesse Eisenberg          | Batman v Superman: Świt sprawiedliwości       | Lex Luthor                             |      |
| Nicolas Cage             | Snowden                                       | Hank Forrester                         |      |
| Johnny Depp              | Alicja po drugiej stronie lustra              | Tarrant Hightopp / Szalony Kapelusznik |      |
| Will Ferrell             | Zoolander 2                                   | Jacobim Mugatu                         |      |
| Owen Wilson              | Zoolander 2                                   | Hansel McDonald                        |      |
| Jared Leto               | Legion Samobójców                             | Joker                                  |      |
| 2017 (38.)               |                                               |                                        |      |
| Mel Gibson               | Co wiecie o swoich dziadkach?                 | Kurt Mayron                            |      |
| Javier Bardem            | mother!                                       | „On”                                   |      |
| Javier Bardem            | Piraci z Karaibów: Zemsta Salazara            | kapitan Armando Salazar                |      |
| Russell Crowe            | Mumia                                         | doktor Henry Jekyll                    |      |
| Josh Duhamel             | Transformers: Ostatni rycerz                  | pułkownik William Lennox               |      |
| Anthony Hopkins          | Transformers: Ostatni rycerz                  | sir Edmund Burton                      |      |
| Anthony Hopkins          | Zderzenie                                     | Hagen Kahl                             |      |
| 2018 (39.)               |                                               |                                        |      |
| John C. Reilly           | Holmes i Watson                               | John Watson                            |      |
| Jamie Foxx               | Robin Hood: Początek                          | Mały John                              |      |
| Chris „Ludacris” Bridges | Wyszczekani                                   | Max                                    |      |
| Joel McHale              | Rozpruci na śmierć                            | agent specjalny Campbell               |      |
| Justice Smith            | Jurassic World: Upadłe królestwo              | Franklin Webb                          |      |
| 2019 (40.)               |                                               |                                        |      |
| James Corden             | Koty                                          | Kot Bywalec                            |      |
| Tyler Perry              | Rodzinny pogrzeb Madei                        | Joe                                    |      |
| Tyler Perry              | Rodzinny pogrzeb Madei                        | wujek Heathrow                         |      |
| Seth Rogen               | Zeroville                                     | „Wiking”                               |      |
| Bruce Willis             | Glass                                         | David Dunn                             |      |

### 2020–2029
| Za rok                | Aktor                                                                                                | Film                          | Rola |
| --------------------- | --- | ----------------------------- | ---- |
| 2020 (41.)            | |                               |      |
| Rudy Giuliani         | Kolejny film o Boracie: Tłusta łapówka dla amerykańskiego reżimu, by naród kazachski znów być wielki | we własnej osobie             |      |
| Chevy Chase           | Mr. Dundee: Powrót                                                                                   | Chevy                         |      |
| Shia LaBeouf          | Windykator                                                                                           | „Creeper”                     |      |
| Arnold Schwarzenegger | Tajemnica pieczęci smoka                                                                             | James Hook                    |      |
| Bruce Willis          | Arka przetrwania                                                                                     | Clay Young                    |      |
| Bruce Willis          | Plan ocalenia                                                                                        | Donovan Chalmers              |      |
| Bruce Willis          | Przetrwać do świtu                                                                                   | Frank Clark                   |      |
| 2021 (42.)            | |                               |      |
| Jared Leto            | Dom Gucci                                                                                            | Paolo Gucci                   |      |
| Ben Affleck           | Ostatni pojedynek                                                                                    | hrabia Pierre d’Alençon       |      |
| Nick Cannon           | Elita złodziei                                                                                       | Ringo                         |      |
| Mel Gibson            | Dangerous                                                                                            | doktor Alderwood              |      |
| Gareth Keegan         | Diana: Musical                                                                                       | James Hewitt                  |      |
| 2022 (43.)            | |                               |      |
| Tom Hanks             | Elvis                                                                                                | „Pułkownik” Tom Parker        |      |
| Pete Davidson         | Miłego żalu                                                                                          | Berry                         |      |
| Mod Sun               | Miłego żalu                                                                                          | Dylan                         |      |
| Xavier Samuel         | Blondynka                                                                                            | Charles „Cass” Chaplin Jr.    |      |
| Evan Williams         | Blondynka                                                                                            | Edward G. „Eddy” Robinson Jr. |      |
| 2023 (44.)            | |                               |      |
| Sylvester Stallone    | Niezniszczalni 4                                                                                     | Barney Ross                   |      |
| Michael Douglas       | Ant-Man i Osa: Kwantomania                                                                           | Hank Pym                      |      |
| Bill Murray           | Ant-Man i Osa: Kwantomania                                                                           | Lord Krylar                   |      |
| Mel Gibson            | Tajny informator                                                                                     | Kevin Hickey                  |      |
| Franco Nero           | Egzorcysta papieża                                                                                   | papież                        |      |
| 2024 (45.)            | |                               |      |
| Jon Voight            | Megalopolis                                                                                          | Hamilton Crassus III          |      |
| Jon Voight            | Reagan                                                                                               | Wiktor Pietrowicz             |      |
| Jon Voight            | Shadow Land                                                                                          | Robert Wainwright             |      |
| Jon Voight            | Strangers                                                                                            | Richard                       |      |
| Jack Black            | Borderlands                                                                                          | Claptrap                      |      |
| Kevin Hart            | Borderlands                                                                                          | Roland                        |      |
| Tahar Rahim           | Madame Web                                                                                           | Ezekiel Sims                  |      |
| Shia LaBeouf          | Megalopolis                                                                                          | Clodio Pulcher                |      |

## Rekordziści

### Najmłodsi i najstarsi
| Rekordzista           | Aktor           | Filmy                                    | Wiek    |
| --------------------- | --------------- | ---------------------------------------- | ------- |
| Najstarszy nagrodzony | Charlton Heston | Psy i koty Planeta małp Romanssidło      | 78 lat  |
| Najstarszy nominowany | Jon Voight      | Megalopolis Reagan Shadow Land Strangers | 86 lat  |
| Najmłodszy wygrany    | John Adames     | Godziny                                  | 8–9 lat |
| Najmłodszy nominowany | John Adames     | Godziny                                  | 8–9 lat |

### Najczęściej nagradzani
2 wygrane
- Dan Aykroyd
- Hayden Christensen
- Sylvester Stallone

### Najczęściej nominowani
|  | 5 nominacji - Arnold Schwarzenegger 4 nominacje - Mel Gibson - Burt Reynolds - Sylvester Stallone - Jon Voight 3 nominacje - Dan Aykroyd - Billy Barty - Marlon Brando - Danny DeVito - Rob Schneider - Nick Swardson | 2 nominacje - Chevy Chase - Hayden Christensen - Billy Ray Cyrus - Robert Duvall - Ben Gazzara - Kevin James - Val Kilmer - Ben Kingsley - Shia LaBeouf - Taylor Lautner - Jared Leto - Chris O’Donnell - Al Pacino - Tyler Perry - Keanu Reeves - Christopher Walken - Bruce Willis - Burt Young |